# Werba (rejon włodzimierski)
Werba (ukr. Верба) – wieś na Ukrainie w rejonie włodzimierskim, obwodu wołyńskiego.
W czasie kampanii wrześniowej stacjonowało tu dowództwo III/1 dywizjonu myśliwskiego Brygady Pościgowej oraz 111 Eskadra Myśliwska, 112 Eskadra Myśliwska, 152 Eskadra Myśliwska, 121 Eskadra Myśliwska, i 122 Eskadra Myśliwska.

## Urodzeni w Werbce
- Eugeniusz Konopacki ps. Trzaska, Gustaw – artylerzysta, żołnierz Armii Krajowej, harcmistrz. Podczas okupacji, od 1943, komendant Szkoły Podchorążych Rezerwy Piechoty „Agricola”.
- Henryk Jakubicki – dr matematyki, pracownik Wyższej Szkoły Rolniczej we Wrocławiu, działacz "Solidarności", od 2013 r. wiceprezes Stowarzyszenia Upamiętnienia Ofiar Zbrodni Ukraińskich Nacjonalistów[7].